# Urban Dictionary
Urban Dictionary är ett webbaserat uppslagsverk för slanguttryck som alla kan redigera (kräver registrering). Den 15 oktober 2012 hade sidan 6 789 701 skrivna definitioner. Sajten blev utvald av Time som en av de 50 bästa webbplatserna 2008.